# Tomasz Pusz
Tomasz Pusz, ps. Szamot (ur. 21 marca 1997 w Prudniku) – polski muzyk, kompozytor, wokalista, autor tekstów i multiinstrumentalista, a także producent muzyczny.

## Życiorys
Uczęszczał do Zespołu Szkół w Prudniku, Zespołu Szkół Medycznych im. Janusza Korczaka w Prudniku i Państwowej Wyższej Szkoły Zawodowej w Nysie.
W 2016 założył zespół Sovran grający black metal. Współpracował również z zespołem Exit the Machine z Głuchołaz. W 2018 rozpoczął karierę solową pod pseudonimem Szamot. W 2019 przekazał środki ze sprzedaży swoich płyt dla Wielkiej Orkiestry Świątecznej Pomocy. 21 maja 2019 w Rybniku wystąpił razem z Janem Borysewiczem. Został uznany za polskiego artystę dnia 23 października 2019 przez stronę heavyrock.pl.

## Dyskografia

### Kariera solowa

#### Albumy studyjne
- Astral Domina (2018)[5][9][10]
- Sleeping Existence (2019)[11]
- Seasons: Spring & Summer (2019)[12]
- The Sign of the Inverted Cross (2019)[13]
- Seasons: Autumn & Winter (2019)[14]

#### Albumy koncertowe
- Live at the Bar (2019)[15]
- Dreamland & Wasteland (2019)[16]

#### Single
- The Devil’s Song (2019)[17]
- Desolate Forest (2019)[18]

#### Minialbumy
- The House of Dead Mother (2018)[19]
- Let the Lies Burn (2019)[20]

### Sovran
- Nieświęci (demo; 2018)[21]
- III (singiel; 2020)[22]
- Exitus Letalis (2020)[4]